# Werejski prochod
Werejski prochod (bułg. Верейски проход) – przełęcz górska w Straej Płaninie, w Bułgarii.
Droga przez przełęcz zaczyna się we wsi Kryn (gmina Kazanłyk, obwód Stara Zagora), bogatej w krasowe źródła wody, gdzie istniały liczne zjazdy i kończy się na północ od wsi Bożenci (gmina Gabrowo, obwód Gabrowo).
W przeszłości często służyła jako połączenie między północną i południową Bułgarią, od czasów trackich, przez imperia rzymskie, bizantyjskie i osmańskie aż do wyzwolenia Bułgarii z rządów tureckich.
Po wybrukowaniu drogi przez przełęcz Szipka ruch przez Werejski prochod ustał.